# ダイチ
ダイチ株式会社は、富山県の建設会社。地質調査や斜面防災施設の施工などを行う。またスポーツ振興活動にも取り組んでいる。

## 沿革
- 1966年11月  富山ボーリング（有）として創業。当時の資本金は300万円だった。
- 1980年1月  株式会社富山ボーリングに社名変更
- 2000年4月 ダイチ（株）に社名変更

## スケート部
2000年のとやま国体冬季大会開催が決定したことをきっかけに1995年創部。2010年のバンクーバーオリンピックでは田畑真紀と穂積雅子が女子団体パシュートで銀メダルを獲得した。